# Lorenzo da Ponte
Lorenzo da Ponte (Cèneda, Treviso, 10 de marzo de 1749 - Nueva York, 17 de agosto de 1838) fue un poeta y libretista italiano conocido sobre todo en cuanto autor de los libretos de tres grandes óperas de Mozart.

## Biografía
Nació en el seno de una familia judía, y su nombre original era Emanuele Conegliano. En 1763 toda la familia se convirtió al catolicismo por orden del padre, que se había enamorado de una jovencita católica veinte años más joven y lo necesitaba para poder casarse con ella, y tomó el nombre del obispo que ofició el bautismo. A demandas del obispo y de su padre, ingresó en el seminario de Portogruaro, donde descubrió a Dante y a Plutarco. Ordenado sacerdote el 27 de marzo de 1773, enseñó retórica en el seminario de Portogruaro y luego en Treviso, pero allí, en 1776, fue despedido por defender las ideas de Rousseau. Ingresó en la masonería y se mudó a Venecia, donde se mantuvo dando clases de literatura (latín, italiano y francés) y oficiando como sacerdote en la iglesia de San Luca; pero su comportamiento era ya el de un libertino y tomó una amante de la que tuvo dos hijos; en 1779 fue sometido a juicio por "concubinato público" y "seducción de una mujer respetable"; también fue acusado de haber vivido en un burdel. Considerado culpable el 17 de diciembre de 1779, fue desterrado durante quince años de la República de Venecia, una pena muy semejante a la que se le había dado a Casanova.
Se trasladó a Viena donde se presentó a Mozart, un "hermano" masón que lo ayudó a establecerse y le propuso trabajar juntos, y gracias al interés demostrado por Antonio Salieri por su habilidad, ya manifiesta, de libretista, en esta ciudad alcanzó el puesto de poeta oficial de la corte del emperador José II, sucediendo al gran Pietro Metastasio. Conviene recordar que en aquellos años era casi obligatorio que las óperas estuviesen cantadas en italiano, y Da Ponte se mostró de buen grado a producir numerosos libretos de éxito para diferentes músicos.
De estos años databa su amistad y colaboración con el compositor Vicente Martín y Soler, a quien italianizó como Martino en sus Memorias (Una cosa rara, ossia, bellezza ed onestà, L'arbore di Diana y Il Burbero di buon cuore); con Salieri (entre otras, Axur re d’Ormus, inspirada en la Tarare de Beaumarchais); pero sobre todo con el gran Mozart en la creación de tres obras maestras: Le nozze di Figaro (1786), a partir de la comedia de Beaumarchais, Don Giovanni (1787), a partir de la comedia de Tirso de Molina y Così fan tutte (1790).
Tras la muerte de José II en 1790, Da Ponte cayó en desgracia en la corte y en 1791 se vio obligado a alejarse de Viena. Marchó a Praga y a Dresde, donde se volvió a encontrar con Casanova, al que había conocido en Venecia y vuelto a ver en Praga cuando creó Don Giovanni. Pero perdió casi toda su popularidad. Desde 1792 hasta 1805 residió en Londres, donde enseñó italiano y escribió libretos para una compañía de ópera italiana que actuaba en el King's Theatre.
En 1805, para escapar de sus acreedores tras dudosas y fracasadas operaciones financieras, ya con 56 años, emigró a Estados Unidos con su compañera sentimental Anna Celestina Grahl, de la cual tuvo cinco hijos. Tras desembarcar en Nueva York, se instaló en Filadelfia y trató de ganarse la vida comerciando con tabaco y alcohol. Luego puso una tienda de comestibles y una librería y volvió a Nueva York para convertirse en el profesor de lengua y literatura italiana del Columbia College, antecedente de la Universidad de Columbia. Intentó sin éxito promover la creación de un teatro de ópera italiana. Para ello organizó primero una gira de su nieta Giulia da Ponte durante la cual se difundió por primera vez la música de Gioachino Rossini en los Estados Unidos; además, invitó a otros músicos italianos, incluido Piero Maroncelli, a quien sus ideas patrióticas habían obligado al exilio con su esposa Amalia Schneider. Y aunque construyó un teatro de ópera, apenas pudo sostener dos temporadas y al cabo se incendió. Ya anciano, presenció el estreno americano de Don Giovanni (23 de mayo de 1826), de la mano de la compañía teatral del tenor sevillano Manuel García y la Malibrán.
De 1823 a 1827 publicó sus Memorie / Memorias en cuatro volúmenes, cuya redacción definitiva le ocupó de 1829 a 1830. En esta época se publicó también el Anti Da Ponte, un libelo contra sus capacidades poéticas.

## Obras
- Libretos
  - Ifigenia in Tauride (1783) — Adaptación de la ópera Iphigénie en Tauride de Christoph Willibald Gluck.
  - La Scuola de' gelosi (1783) — Versión revisada de los libretos de 1778 de Caterino Mazzolà - Música de Antonio Salieri.
  - Il Ricco di un giorno (1784) — Música de Antonio Salieri.
  - Il Burbero di buon cuore (1786, según la pieza Le Bourru bienfaisant de Carlo Goldoni) — Música de Vicente Martin y Soler.
  - Il Demogorgone ovvero Il filósofo confuso (1786) — Música de Vincenzo Righini.
  - Il Finto cieco (1786) — Música de Giuseppe Gazzaniga.
  - Le nozze di Figaro (1785/86, según la pieza Le Mariage de Figaro de Beaumarchais) — Música de Mozart.
  - Una cosa rara, o sia Bellezza ed onestà (1786, según la comedia La Luna de la Sierra de Luis Vélez de Guevara) — Música de Vicente Martin y Soler.
  - Gli equivoci (1786) — Música de Stephen Storace.
  - L'Arbore di Diana (1787) — Música de Vicente Martin y Soler.
  - Il Dissoluto punito, o sia Il Don Giovanni (1787) — Música de Mozart ().
  - Axur, re di Ormus (1787/88, según la ópera Tarare de Beaumarchais) — Música de Antonio Salieri.
  - Il Talismano (1788, según Carlo Goldoni) — Música de Antonio Salieri.
  - Il Bertoldo (1788) — Música de Antonio Brunetti.
  - L'Ape musicale (1789) — Pastiche a partir de composiciones de diferentes maestros.
  - Il Pastor fido (1789, según la pastoral homónima de Giovanni Battista Guarini) — Música de Antonio Salieri.
  - La Cifra (1789) — Música de Antonio Salieri.
  - Così fan tutte, o sia La scuola degli amanti (1789/90) — Música de Mozart.
  - La Caffettiera bizzarra (1790) — Música de Joseph Weigl.
  - La Capricciosa corretta (1795) — Música de Vicente Martin y Soler.
  - Antigona (1796) — Música de Giuseppe Francesco Bianchi.
  - Il Consiglio imprudente (1796) — Música de Giuseppe Francesco Bianchi.
  - Merope (1797) — Música de Giuseppe Francesco Bianchi.
  - Cinna (1798) — Música de Giuseppe Francesco Bianchi.
  - Armida (1802) — Música de Giuseppe Francesco Bianchi.
  - La Grotta di Calipso (1803) — Música de Peter von Winter.
  - Il Trionfo dell'amor fraterno (1804) — Música de Peter von Winter.
  - Il Ratto di Proserpina (1804) — Música de Peter von Winter.

- Textos para cantatas, oratorios, etc.
  - Per la ricuperata salute di Ofelia (1785) — Música de Wolfgang Amadeus Mozart, Antonio Salieri y Cornetti.
  - Hymn to America — Música de Antonio Baglioni.

- Escritos
  - Da Ponte, Lorenzo, Memorie, cuatro volúmenes (Nueva York, 1823–1827). Edición española: Memorias. Siruela, Madrid, 2006. ISBN 84-7844-934-5
  - Da Ponte, Lorenzo, Libretti viennesi, a cura di Lorenzo della Chà, Milano-Parma: Fondazione Bembo-Ugo Guanda Editore, 1999, due volumi. ISBN 88-8246-060-6
  - Da Ponte, Lorenzo, Estratto delle Memorie, a cura di Lorenzo della Chà, Milano: Edizioni Il Polifilo, 1999. ISBN 88-7050-438-7
  - Da Ponte, Lorenzo, Il Mezenzio, a cura di Lorenzo della Chà, Milano: Edizioni Il Polifilo, 2000. ISBN 88-7050-310-0.
  - Da Ponte, Lorenzo, Saggio di traduzione libera di Gil Blas, a cura di Lorenzo della Chà, Milano: Edizioni Il Polifilo, 2002. ISBN 88-7050-461-1
  - Da Ponte, Lorenzo, Dante Alighieri, a cura di Lorenzo della Chà, Milano: Edizioni Il Polifilo, 2004. ISBN 88-7050-462-X
  - Da Ponte, Lorenzo, Saggi poetici, a cura di Lorenzo della Chà, Milano: Edizioni Il Polifilo, 2005. ISBN 88-7050-463-8
  - Da Ponte, Lorenzo, Libretti londinesi, a cura di Lorenzo della Chà, Milano: Edizioni Il Polifilo, 2007. ISBN 88-7050-464-6